# Bruno Paixão
Bruno Miguel Duarte Paixão (Setúbal, 18 maggio 1974) è un arbitro di calcio portoghese.

## Carriera
Arbitro dal 1993, approda in Primeira Liga (dove fino ad oggi ha diretto oltre 150 partite) nel 1997, in seguito è nominato internazionale il 1º gennaio 2004.
Già nel 2005 dirige per la prima volta un turno preliminare di Champions League, mentre nel 2006 fa il suo esordio nella fase a gironi dell'allora Coppa UEFA.
Il 28 marzo 2007 fa il suo esordio in una gara tra nazionali maggiori, dirigendo Andorra-Inghilterra terminata 0-3, e valida per le qualificazioni agli Europei del 2008.
Nel 2009 dirige partite di qualificazione per i mondiali del 2010.
Nel febbraio del 2010 dirige un sedicesimo di finale di Europa League, disputatosi nell'occasione tra Roma e Panathīnaïkos. Nel novembre dello stesso anno fa il suo esordio nei gironi di Champions League, dirigendo un match tra gli spagnoli del Valencia e i turchi del Bursaspor.
Dal 1º gennaio 2013 il suo nome non figura più tra gli arbitri internazionali.